# Gottfried Schütze

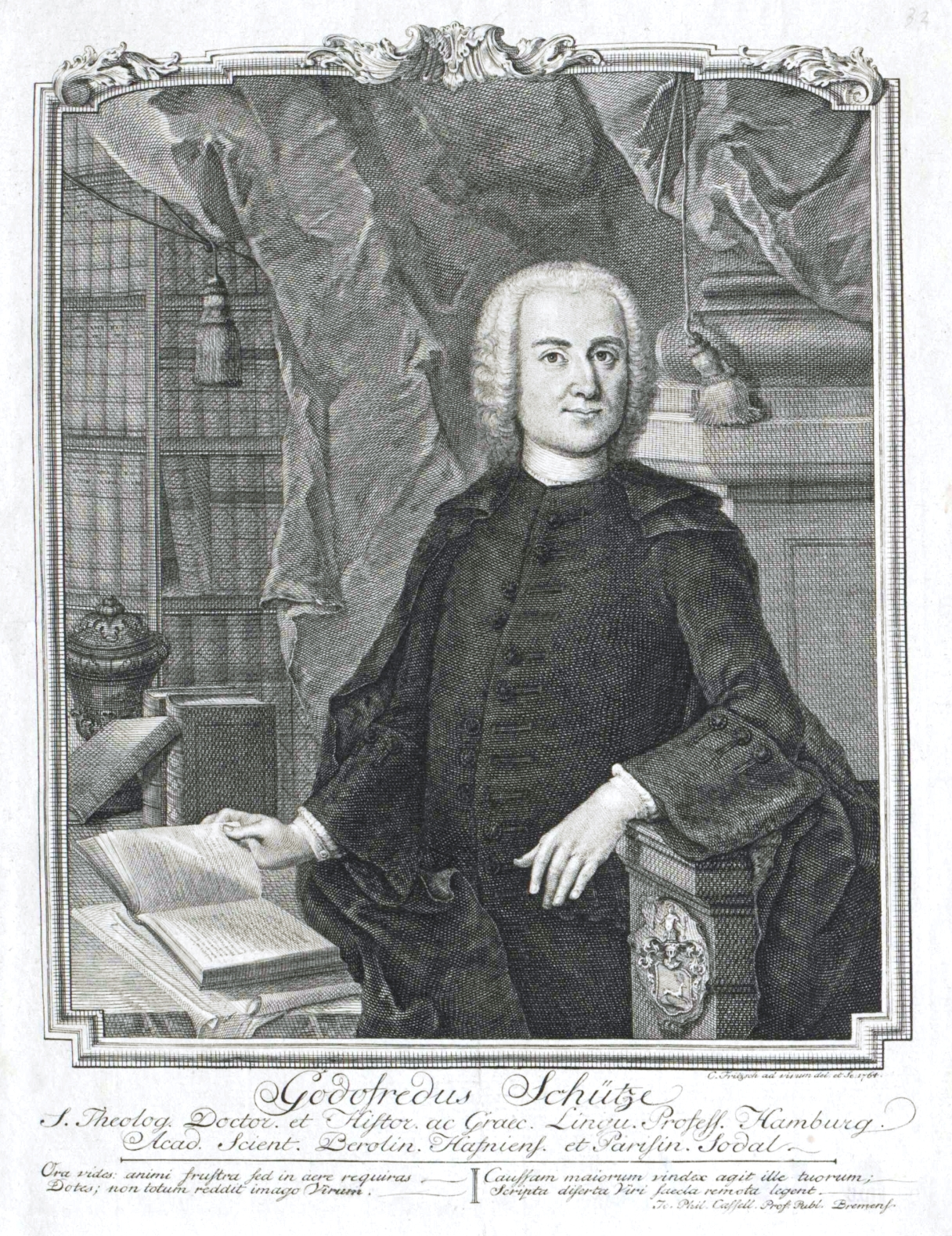
Gottfried Schütze, Stich von Christian Fritzsch (1764)

Gottfried Schütze (* 7. Mai 1719 in Wernigerode; † 2. Juli 1784 in Hamburg) war ein deutscher Pädagoge, Bibliothekar und evangelischer Theologe.

## Leben und Wirken
Der Sohn des Eustasius Friedrich Schütze begann 1738 an der Universität Halle das Studium der Geschichte und der Theologie. In Halle waren Joachim Lange, Siegmund Jakob Baumgarten, Christian Benedikt Michaelis, Johann Georg Knapp, Alexander Gottlieb Baumgarten und Johann Gottlob Krüger seine Lehrer. Sein Studium setzte er 1740 an der Universität Leipzig fort, wo er im selben Jahr an der philosophischen Fakultät das Bakkalaurat und 1741 den akademischen Grad eines Magisters der philosophischen Wissenschaften erhielt. Im gleichen Jahr erschienen seine ersten Schriften, so Das Gedächtniß des Andreas Proles, eines Zeugen der Wahrheit vor Luther, das in der 2. Auflage 1744 unter dem Titel: Das Leben des Andreas Proles, eines Zeugen der Wahrheit vor Luther, zur Erläuterung der Kirchen und Gelehrtengeschichte beschrieben in Leipzig herauskam.
1742 wurde Gottfried Schütze Adjunkt des Altonaer Geistlichen Ministeriums, womit 1743 das Amt als Nachmittagsprediger in Ottensen verbunden war. 1750 wurde er Rektor des Pädagogiums, der Vorbereitungsschule des Christianeums in Altona, verbunden mit dem Amt eines Assessors am Konsistorium. 1751 erhielt er zugleich den Titel eines außerordentlichen Professors der Theologie an der Universität Kopenhagen und wurde 1760 dort zum Doktor der Theologie ernannt. Seit dem 22. Oktober 1761 war Schütze als Professor der Geschichte und der griechischen Sprache an der Gelehrtenschule des Johanneums in Hamburg tätig. Im Jahr darauf siedelte er wieder nach Hamburg über.
Schütze hatte sich während seiner Hamburger Zeit mit der Geschichte Hamburgs und der deutschen Altertümer beschäftigt. So erscheinen ab diesem Zeitpunkt eine größere Anzahl von Schriften, die der Stadt und ihren Einrichtungen gewidmet waren. Zu seiner Zeit stand er mit den Koryphäen der Wissenschaftswelt in Verbindung und war Mitglied deutscher und ausländischer gelehrter Gesellschaften. So fand er 1746 Aufnahme in die Königlich-Preußische Akademie der Wissenschaften in Berlin, 1750 der in Kopenhagen und 1762 in Paris. Außerdem war er Ehrenmitglied der lateinischen Gesellschaft Jena, der deutschen Gesellschaften in Königsberg, Greifswald, Leipzig, Jena, Duisburg, Helmstedt und Erlangen. 1767 ernannte ihn die philosophische Fakultät der Universität Wittenberg zum Poeta Laureatus. Nachdem er seit 1770 als Mitarbeiter der Hamburgischen Stadtbibliothek gewirkt hatte, übernahm er 1778 deren Leitung als erster Bibliothekar und fertigte dort einen Realkatalog an.
Aus seiner 1755 geschlossenen Ehe mit Christine Elisabeth, der Tochter des Ratmannes in Altona Johann Marquart Esmarch, gingen fünf Kinder hervor: Johann Friedrich Schütze (1758–1810), Christian Heinrich Schütze (* 15. Februar 1760, † 1820 in Kiel; Pastor), Christina Magdalene Schütze (* 26. Dezember 1762), Johann Joachim Schütze (* 29. Juni 1765; † 7. Oktober 1765) und Franziska Elisabeth Schütze (* 1768; † 1792). Gottfried Schütze verstarb am 1. Juli 1784 in Hamburg.

## Werke
- De cruentis Germanorum gentilium victimis humanis commentatio. Langenhem, Leipzig 1741. (Digitalisat) Edito auctior. Leipzig 1743
- Das Gedächtniß des Andreas Proles, eines Zeugen der Wahrheit vor Luther. Hamburg 1741. (Digitalisat) 2. Aufl. (unter dem Titel: Das Leben des Andreas Proles, eines Zeugen der Wahrheit vor Luther, zur Erläuterung der Kirchen und Gelehrtengeschichte beschrieben u.s.w.) Leipzig 1744
- Senschreiben von dem Hasse der alten Deutschen gegen die Advokaten, über eine Stelle des Florus im 4ten Buche und dessen 12ten Capitel. Altona 1742 (Zusätze zu diesen Abhandlungen befinden sich in den Dänischen Korrespondenten. 1742, st95)
- Beweis, daß die Lehre von den Engeln den alten nordischen und deutschen Völkern nicht unbekannt gewesen sei. Altona 1742. (Digitalisat)
- Vota solemnia Deo O. M circa dedicationem templi Evangelico-Lutherani Altonae solvenda. Burmester, Altona 1743.
- De vita M. Henning Brosenii, inferioris quondam Saxoniae Theologi et Abbatis Michaelsteinensis, Commentarius, quo Jacobo Delio de filii sui summis in Medicina honoribus gatulatur. Burmester, Altona 1744. (Digitalisat)
- Lateinisches Gedicht bei der Einweihung des Gymnasiums in Altona. Altona 1744
- Schreiben von den weisen Schulanstalten der alten Deutschen.Burmester, Altona 1744. (Digitalisat)
- Drei kleine Schutzschriften für die alten Deutschen. Langenheim, Leipzig 1746–1757, 2 Bände. (Digitalisat Band 1), (Band 2) 2. Aufl. Altona 1773–1776 2. Bde.
- Drei Betrachtungen über auserlesene Worte des leidenden Jesu. Kopenhagen 1746
- Abhandlung von den Freidenkern oder sogenannten starken Geistern, Esprite forts, unter den alten Deutschen und nordischen Völkern. Langenheim, Leipzig 1748. (Digitalisat)
- Exercitationum ad Germaniam sacram gentilem facientium sylloge. Langenhem, Leipzig 1748. (Digitalisat)
- Der Lehrbegriff der alten Deutschen und nordischen Völker von dem Zustande der Seelen nach dem Tode überhaupt, und von dem Himmel und der Hölle insbesondere. Langenheim, Leipzig 1750. (Digitalisat)
- Zwo Abschiedspredigten, welche bei Verwechslung des Lehramtes gehalten worden. Korte, Altona und Flensburg 1750. (Digitalisat)
- Beweis, daß die alten Deutschen und nordischen Völker weit vernünftigere Grundsätze in Religion gehabt haben, als die Griechen und Römer, eine Schutzschrift. Burmester, Altona 1751. (Digitalisat)
- Beweis, daß der Grund von der Glückseligkeit der alten Celten mit nichten in dem Mangel der Wissenschaft zu suchen sei; eine Schutzschrift für die alten nordischen und deutschen Völker. Altona 1752
- Die Lehrsätze der alten Nordischen und Deutschen Völker von der Versöhnung mit Gott. Burmester, Altona 1754. (Digitalisat)
- Beurtheilung einiger deutscher Wörter, welche aus Luther's deutscher Bibelübersetzung mit Unrecht verdrängt sind, ein Programm. Burmester, Altona 1755. (Digitalisat)
- Von einer, den alten nordischen und deutschen Völkern angedichteten unnatürlichen Grausamkeit gegen ihre Kinder; ein Programm. Burmester, Altona 1756. (Digitalisat)
- Herausgabe der Bibel nach der deutschen Übersetzung D.M.Luther mit einer Vorrede, 1756
- Beurtheilung einer aberglaubischen und ängstlichen Aufmerksamkeit der alten Nordischen und Deutschen Völker bei entstandenen Mondfinsternissen. Burmester, Altona 1757. (Digitalisat)
- Beurtheilung einer aberglaubischen und ängstlichen Aufmerksamkeit der alten Nordischen und Deutschen Völker bei entstandenen Mondfinsternissen. Burmester, Altona 1757. (Digitalisat)
- Gedanken über die verschiedene Denkungsart der alten griechischen und römischen, und der alten nordischen und deutschen Dichter, ein Programm. Burmester, Altona 1758. (Digitalisat)
- Memoria Jac. Lampadii ICti, de rebus ad doctrinam sanctionem pertinentibus sobrie ac modeste differentis, ex autographo renovata. Altona 1758
- Disquisitio historica de cultu Saxorum religioso, priscis Dania et Germanis familiari, limitibus arctioribus circumscribendo. Altona 1760
- Beurtheilung der heftigen Schreibart Luther's; ein Programm. Burmester, Altona 1760. (Digitalisat)
- Von den erhabenen Begriffen, welche die Dänen von undenklichen Zeiten her mit den Namen ihrer Regenten verbanden. Altona 1760
- Soterion augustiss. Danorum Regi Friderico V d. 31. Mart. 1761 dictum. Burmester, Altona 1761. (Digitalisat)
- Encomium florentissimae reipublicae Hamburgensis, e suggesta Gymnasii Hamburgensis dictum. Hamburg 1762
- Beurteilung der hämischen und ungesitteten Beschuldigung, daß Luther in den letzten Jahren seines Lebens alle Kraft des Glaubens verloren, und was er im Geist angefangen, im Fleisch vollendet habe. Hamburg 1763
- Memoria L. Corthum, ICti et reipublicae Hamburgensis consulis. Hamburg 1765, Deutsch Hamburg 1765
- Offentliche Ankündigung gemeinnütziger historischer Vorlesungen für diejenigen, welche sich der Handlung gewidmet haben. Hamburg 1767
- Geschichte der Verfassung des Hamburgischen Gymnasii und der öffentlichen Stadtbibliothek. Hamburg 1768
- Deutschlands gelehrte Contraste. 1. St. Kopenhagen 1771
- Gewissensrüge für den Sünder. Hamburg 1772
- Register über die sämmtlichen 12 Theile der Sammlung Hamburgischer Gesetze und Verfassung, mit historischen Einleitungen, nebst einer Betrachtung über den Inhalt des ganzen Werkes. Hamburg 1774
- Die Geschichte von Hamburg für die Liebhaber vaterländischer Geschichte. 1. Teil Fritsch, Hamburg 1775. (Digitalisat)
- Lobschrift auf die Weiber der alten deutschen und nordischen Völker. Herold, Hamburg 1776. (Digitalisat)
- Die historischen Bücher des Alten Testaments, das Buch Josua, der Richter, Ruth, und das 1ste; Buch Samuelis, so wie sie auf Befehl des römischen Königs Conrad IV in der Mitte des 13ten Jahrhunderts in einer gereimten Uebersetzung entworfen worden sind; aus einer gleichzeitigen Handschrift auf der öffentlichen Stadtbibliothek zu Hamburg mitgeteilth. Hamburg 1779–1781 2 Teile
- Sammlung von bisher ungedruckten Beweis- und Erläuterungsschriften zur Hamburger Geschichte. Harmsen, Hamburg 1780. (Digitalisat)
- Von der Hamburgischen Stadtbibliothek, ein Programm. Hamburg 1781
- D. Martin Luther's bisher ungedruckte Briefe, aus Handschriften aus der öffentlichen Stadtbibliothek zu Hamburg mitgetheilt. 1. Bd. welcher Briefe und Urkunden aus dem Zeitraume 1541–1546, einige deutsche Briefe und Urkunden und statt einer Einleitung die Schutzschriften für Luther in sich faßt. Leipzig 1780 2. Bd. welcher lateinische und einige deutsche Briefe und Nachrichten in sich faßt. Leipzig 1781 3. Bd. welcher Briefe aus dem Zeitraum 1536–1540, eine Nachlese von ungedruckten Briefen, Briefe ohne Bestimmung der Zeit, wenn sie geschrieben worden, und statt eines Anhanges ein Verzeichniß von Autographis Lutheri in der Sammlung des Herrn Bischofs Hatboe zu Copenhagen, nebst einem zwiefachen Register über alle drei Bände in sich faßt. Leipzig 1781